# Asiatisk citrustræbuk
Asiatisk citrustræbuk (Anoplophora chinensis) er en bille fra familien træbukke, der lever i Japan, Kina og Korea, hvor den er et skadedyr, der laver alvorlige skader på træer. 

## Levevis
En huncitrustræbuk kan lægge op til 200 æg efter parring og hvert æg bliver placeret hver sit sted i barken på et træ. Når larverne kommer ud af æggene, gnaver de sig ind i træet og laver en tunnel hvor de kan forpuppe sig (blive til biller). Det tager mellem 12 til 18 måneder fra et æg er lagt til det bliver til en voksen bille, der selv kan formere sig.

## Dansk fund
Den 11. juni 2011 blev der fundet en citrustræbuk i Danmark, fra et ahorntræ importeret fra Kina.